# Tomboco
Tomboco est une ville et une municipalité angolaise de la province du Zaïre.

## Géographie
Elle est située à 80 km au nord-est de N'Zeto et à 140 km au sud-ouest de Mbanza-Kongo.

## Population
La population de la municipalité de Tomboco est estimée par les autorités de la province du Zaïre à 40 000 habitants.

## Économie
La culture des agrumes, la pêche artisanale et le bois (il existait des scieries à l'époque coloniale) sont les secteurs économiques qui se détachent dans la municipalité de Tomboco.